# زیردریایی آراو-۴۵
زیردریایی آراو-۴۵ (به انگلیسی: Japanese submarine Ro-45) یک زیردریایی بود. این زیردریایی در سال ۱۹۴۴ ساخته شد.